# Zachman Framework
Das Zachman Framework ist ein 1987 von John Zachman konzipierter domänenneutraler Ordnungsrahmen zur Entwicklung von Informationssystemen.
Als konzeptionelles Framework der Gruppe Management Frameworks ist es eines von über 50 am Markt verfügbaren Frameworks.
Es bildet dabei einen Leitfaden, der Vorschläge enthält, welche Aspekte aus welchen Perspektiven Berücksichtigung finden sollten, um die IT-Architektur einer Unternehmung erfolgreich aufzustellen. Mit Hilfe dieser Modellierung kann sowohl die Dokumentation als auch die Planung eines solchen Projekts unterstützt werden, wenn beispielsweise nachvollzogen werden soll, welche Entscheidungen welche technischen Umsetzungen nach sich gezogen haben.

## Aufbau
Anders als bei ähnlichen Frameworks, die häufig Vorgehensmodelle enthalten, zeigt das Zachman Framework keine zu durchlaufende Prozessabfolge auf, sondern fokussiert auf die beteiligten Rollen, denen es nach unterschiedlichen Perspektiven jeweils zu betrachtende Objekte zuordnet. Dabei werden keine konkreten Methoden vorgegeben, sondern lediglich die zu verfolgende Sicht vorstrukturiert. Das Zachman Framework stellt dadurch ein Hilfsmittel dar, um bei der Systemplanung und Entwicklung alle relevanten Aspekte aus allen zu betrachtenden Perspektiven umfassend zu berücksichtigen.

### Rollen
- Planer
- Besitzer
- Designer
- Builder
- Programmierer
- Nutzer

### Perspektiven
- Was (Daten)
- Wie (Funktion)
- Wo (Netzwerk)
- Wer (Personen)
- Wann (Zeit)
- Warum (Motivation)

### Zachman Framework
|                                                                          | DATEN Was                                | FUNKTION Wie             | NETZWERK Wo                      | PERSONEN Wer                       | ZEIT Wann                 | MOTIVATION Warum                     |
| ------------------------------------------------------------------------ | ---------------------------------------- | ------------------------ | -------------------------------- | ---------------------------------- | ------------------------- | ------------------------------------ |
| Zielsetzung/Bereich (Kontextabhängig) → Rolle: Planer                    | Liste von wichtigen Faktoren im Geschäft | Liste von Kernprozessen  | Liste von Geschäftsstellen       | Liste von wichtigen Organisationen | Liste von Ereignissen     | Liste von Geschäftszielen/Strategien |
| Unternehmensmodell (Konzeptionell) → Rolle: Besitzer                     | Konzeptionell Datenmodell/ Objektmodell  | Geschäftsprozessmodell   | Geschäftslogistiksystem          | Arbeitsablaufmodell                | Ablaufplan                | Geschäftsplan                        |
| Systemmodell (Logisch) → Rolle: Designer                                 | Logisches Datenmodell                    | Systemarchitekturmodell  | Distributed Systems Architecture | Human-Interface-Architektur        | Prozessstruktur           | Geschäftsregelmodell                 |
| Technologiemodell (Physisch) → Rolle: Builder                            | Physische Daten/ Klassenmodell           | Technologie-designmodell | Technologiearchitektur           | Darstellungsarchitektur            | Kontrollstruktur          | Regeldesign                          |
| Detaillierte Darstellung (Aus dem Kontext heraus) → Rolle: Programmierer | Datendefinitionen                        | Programm                 | Netzwerkarchitektur              | Sicherheitsarchitektur             | Zeitplan                  | Regelspezifizierung                  |
| Unternehmen → Rolle: Nutzer                                              | Nutzbare Daten                           | Anwendungszweck          | Nutzbares Netzwerk               | Arbeitsorganisation                | Eingeschlossener Zeitplan | Arbeitsweise                         |

## Bewertung
Die Perspektiven „Was“, „Wie“ und „Wann“ finden in vielerlei Methoden Berücksichtigung. Die Betrachtung der Vernetzung mit Hilfe der Perspektive „Wo“ sowie die Bezugnahme auf eine Begründung, warum bestimmte Maßnahmen erforderlich sind, werden in der Perspektive „Warum“ aufgegriffen, was neuartig ist.
Bei dem Zachman Framework handelt es sich um ein generisches Konzept mit geringem Formalisierungsgrad, das keine konkreten Vorgaben über einzusetzende Methoden umfasst, jedoch die jeweils zu erreichenden Zielsetzungen aufzeigt. Dabei deckt es durch die Berücksichtigung unterschiedlicher beteiligter Rollen einen Großteil der Phasen des Softwareentwicklungsprozess ab. Allerdings wird das begleitende Projektmanagement dabei ausgeblendet. Da es sich bei diesem Konzept um ein Ordnungsschema handelt, fällt der potentielle Automatisierungsgrad verhältnismäßig gering aus. Durch seine methodische Offenheit ermöglicht es jedoch die Einbeziehung neuartiger Methoden, so dass es seine Aktualität auf lange Sicht beibehalten kann.